# Aventure au Surinam
Aventure au Surinam est le 71e roman de la série SAS, écrit par Gérard de Villiers et publié en 1983 dans la collection Plon (Presses de la Cité). Comme tous les SAS parus au cours des années 1980, le roman a été édité lors de sa publication en France à 100 000 exemplaires.
L'action se déroule courant 1983 au Surinam.

## Personnages principaux
- Malko Linge : héros du roman, Autrichien, agent contractuel de la CIA.

## Résumé
Au Surinam, la nouvelle junte au pouvoir veut faire exécuter un des putschistes de la première heure, Julius Harb, parce qu'il n'est plus en accord avec les dérives du pouvoir actuel.
Les Néerlandais, furieux de leur éviction du Surinam, et la CIA inquiète de la tournure cubaine que prend le nouveau pouvoir, mandatent Malko pour tenter de sauver Julius Harb, qui deviendrait leur fer de lance pour se réimplanter au Surinam.